# Кройтор Сергій Миронович
Сергій Миронович Кройтор — сержант Збройних сил України, учасник російсько-української війни, що загинув у ході російського вторгнення в Україну в 2022 році.

## Життєпис
Після закінчення загальноосвітньої школи наприкінці 1980-х років ніс строкову службу в десантних військах.
З початком незалежності, 16 років пропрацював із українським дизайнером і виробником класичного одягу Михайлом Вороніним, а потім відкрив маленьке власне виробництво з пошиття чоловічого одягу. 
У 2013—2014 роках перебував на Майдані під час Революції гідності. У серпні 2014 року після мобілізації брав участь в АТО на сході України. Відразу після навчання разом із спіслуживцями потрапив на захист Донецького аеропорту (ДАПу), ставши відразу учасником бою в Пісках. За другої ротації — на початку 2015 року також став учасником оборонної епопеї Донецького аеропорту. Далі брав участь у бойових діях на лінії оборони за 800 метрів від ДАПу.
22 січня 2020 року Укрпошта випустила марку, присвячену захисникам Донецького аеропорту («кіборгам»). У церемонії спецпогашення крім Сергія Кройтора взяли участь й інші захисники Донецького аеропорту Руслан Боровик (позивний «Багдад»), Іван Лавриненко («Фагот») та матері загиблих військових .

## Загибель
Загинув 15 березня 2023 поблизу Ямполя в Донецькій області 

## Нагороди
орден «За мужність» III ступеня (1 грудня 2023, посмертно) — за особисту мужність і самовіддані дії, виявлені у захисті державного суверенітету та територіальної цілісності України, вірність військовій присязі .